# Batrachus uranoscopus
Batrachus uranoscopus là một loài cá thuộc họ Batrachoididae. Nó là loài đặc hữu của Madagascar. Môi trường sống tự nhiên của nó là các con sông. Nó bị đe dọa do mất môi trường sống.